# Szombathy Bálint
Szombathy Bálint, művésznevei: Art Lover, Karen Eliot (Pacsér, 1950. október 17. – 2024. december 23.) vajdasági magyar költő, kritikus, képzőművész, művészeti író, performanszművész, tagja a Magyar Elektrográfiai Társaságnak.

## Életpályája
Szülei Szombathy Bálint és Bálint Margit. 1969-1976 között a szabadkai Bosch+Bosch művészeti csoport alapító tagja volt. 1971-ben érettségizett Szabadkán. 1971-1972 között, valamint 1985-1991 között az Új Symposion szerkesztője volt. 1973-ban az Experimental Art Publisher alternatív kiadó egyik alapítója volt. 1974-ben a Wow című nemzetközi alternatív művészeti kiadvány egyik alapító tagja volt. 1974-1985 között a Magyar Szó műszaki illetve grafikai szerkesztője volt. 1989-1993 között a Családi Kör grafikai szerkesztője volt. 1993-2000 között a Prometej Könyvkiadó formatervezőjeként dolgozott. 2000 óta Magyarországon élt. 2007 óta a Magyar Műhely szerkesztője volt.

## Munkássága
Írott és vizuális költészettel foglalkozott. Kritikákat, esszéket, tanulmányokat írt. Küldemény- (bélyeg- és pecsét-) művész. Alkalmazott grafikát, művészeti könyvet, installációt alkotott. Konceptuális határeseteket, akciókat csinált.

## Művei

### Könyvek
- Fluxus/The Visual Aspects of Grammatical Relations (verbo-voko-vizuális művek, társszerző, Tóth Gáborral, 1973)
- Physical and Semiological Information (vizuális szemiológia, társszerző, Tóth Gáborral), 1975)
- Poetical Objects of the Urban Environment (társszerző, Ladik Katalinnal, Tóth Gáborral, 1976)
- Szerelmesek és más idegenek; Forum, Újvidék, 1976 (Gemma könyvek)
- A konkrét költészet útjai (1977)[4]
- Én is éltem. Szövegátminősítések. 1974–1978; Forum, Újvidék, 1980
- Poetry. Konkrét vizuális költemények. 1969–1979; ford. Vickó Árpád, McConnell-Duff Márta; Forum, Újvidék, 1981
- Művészek és művészetek (tanulmány, 1987)
- Új idők, új művészet. Modernista törekvések Jugoszláviában századunk második felében. Ismeretterjesztő olvasmány művészetkedvelőknek; Forum, Újvidék, 1991
- Elektro(f)lux (1992)
- pic's (vizuális költemények, 1999)
- Milleniumi[!] képek. A visszatérő emlékezet, 2000–2001, Hősök voltunk, 2001–2002; Képírás Művészeti Alapítvány, Kaposvár, 2002 (Képírás füzetek)
- Art Tot(h)al. Tóth Gábor munkásságának megközelítése, 1968–2003; Ráció, Budapest, 2004 (Aktuális avantgárd)
- A konkrét költészet útjai; 2. jav. kiad.; Képírás Művészeti Alapítvány–Szigetvári Kultúr- és Zöld Zóna Egyesület, Kaposvár–Szigetvár, 2005 (Képírás füzetek)
- A. K. A. Álneves művészek, művészeti álnevek (2006)
- drMáriás képzőművészete (2007)
- Totál érzelemhalál. Bada Dada Tibor antikánon; A38 Kht., Budapest, 2007
- A fény művészete. Kepes György (1906–2001) kiállítása. Modem, 2008. április 10–2008. június 15.; szöv. Szombathy Bálint; Modem, Debrecen, 2008
- Pálfalusi; MG, Miskolc, 2009 (Miskolci Galéria könyvek)
- Marék homokot szorongatva. Kalandozások a művészet határmezsgyéin; Magyar Műhely, Budapest, 2009 (Underground expanzió)
- Márkus Péter; Erlin Galéria, Budapest, 2010
- Aktivizmusok: fotómunkák, 1971–1981 / Aktivizmi: foto radovi, 1971–1981 / Activisms: photoworks, 1971–1981; szöv. Misko Suvaković; Vintage Galéria, Budapest, 2010
- Aktivizmusok: mozgásképek; Képírás Művészeti Alapítvány, Kaposvár, 2011 (Képírás füzetek)
- Vér, arany, neoizmus. Betekintés Istvan Kantor Monty Cantsin? Amen! életébe és művészetébe; Art Lover, Budapest, 2012 (Aktuális avantgárd)
- Városjelek, 1971–2012. MűvészetMalom, Szentendre, 2012. szeptember 28–november 11.; Szombathy Bálint, Budapest, 2012
- Naphimnusz. Nemzetközi Velence-tavi symposion, 2006–2013; szerk. Szombathy Bálint; Symposion Alapítvány, Budapest, 2013
- Dada-tsúszda. Töredékek Tsúszó Sándor életéből; Magyar Műhely, Budapest, 2013
- drMáriás; K. Petrys, Budapest, 2013
- YU retorika. Válogatás negyvenöt év munkáiból; Forum, Újvidék, 2014
- Bada Tibor. Képversek és fotókollázsok a 80-as évekből. With English summary; vál., szerk. Tóth Árpád; Galeria Neon, Budapest, 2014
- A visszhangtalanság ölelésében. Fenyvesi Tóth Árpád, 1950–2014; Önkormányzat, Balatonfenyves, 2016
- B+B; Forum, Novi Sad, 2019
- Üdv! / Hi!; Magyar Műhely, Budapest, 2022 (Pixel-könyvek)

### Festmények
- Töredékek az ábécéskönyvből (1994–1996)

## Kiállításai

### Egyéni
- 1975, 1979, 2000 Budapest
- 1986 Szabadka
- 2000 Tata
- 2009 Pécs

### Válogatott
- 1970 Szabadka, Zenta
- 1972 Belgrád, Balatonboglár
- 1973, 1978 Zágráb
- 1975 Amszterdam, Bécs
- 1977, 1980 Belgrád
- 1979 Róma
- 1993 Párizs
- 1996-1997 Berlin, Budapest
- 1998-2001 New York
- 1999-2000 Stockholm, Budapest, Berlin

## Díjai
- Kassák-díj (1989)
- Forum-díj (1992)
- Munkácsy Mihály-díj (2008)
- A Magyar Érdemrend lovagkeresztje (2018)